# Ångbåtssång
Ångbåtssång, komponerad av Otto Lindblad, ingår i samlingen stamsånger och framförs oftast på våren, inte minst i Lund där Otto Lindblad var verksam. Det finns en myt kring Ångbåtssång som säger att Lindblad komponerade sången och övade in den med sina sjungarstudenter på en färd över Öresund till Köpenhamn år 1842; det finns dock inga bevis för detta. Troligtvis var Lindblad inte ens med på resan p.g.a. en längre tids sjukdom. Ur Lindblads dagbok kan man redan år 1830 finna anteckningar på strofer i sången. Ytterligare inspiration till sången fick Lindblad av Wilhelm von Brauns dikt "Fantasi på en ångbåt" från 1840 som börjar med orden: "Kaptenen ropar, maschinen i gång!". 
Det första kända framträdandet av Ångbåtssång ägde rum i mars 1843 av Lundastudenterna, dirigerad av Lindblad själv. Några månader senare sjöng även Köpenhamnsstudenter och Uppsalastudenter sången.